# Dirck de Quade van Ravesteyn

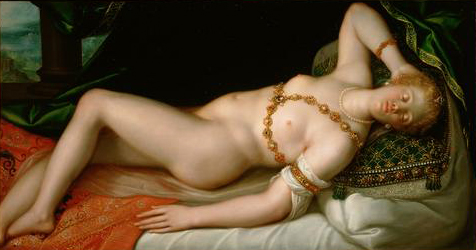
Rustende Venus

Dirck de Quade van Ravesteyn (Den Haag (?), 1565 of kort daarna – Praag of Nederland, na 1619) was een Nederlands kunstschilder. Hij werkte lange tijd aan het hof van Keizer Rudolf II te Praag.

## Leven en werk
De Quade van Ravesteyn werd waarschijnlijk geboren in Den Haag, waar zijn vader Claes deel uitmaakte van een familie van kunstschilders. Hij maakte een studiereis naar Italië, waarbij hij ook langs Fontainebleau passeerde. Tussen 1589 tot 1608 komt zijn naam voor als schilder aan het keizerlijk hof van Rudolf II te Praag, waar toen meerdere schilders uit Holland en Vlaanderen werkzaam waren. Hij bezat een landgoed in Malá Strana, hetgeen wijst op aanzienlijk succes. In 1619 wordt hij ook nog genoemd als werkend voor Rudolfs opvolger Matthias, hoewel hij toen mogelijk al naar Nederland was teruggekeerd. Na die tijd is er geen werk van zijn hand meer bekend. Aangenomen wordt dat hij kort na 1619 is overleden.
De Quade van Ravesteyn schilderde portretten, genrewerken en historische, Bijbelse en mythologische thema's, vaak met naakten. Ook stoffeerde hij regelmatig werken van anderen, onder andere van Hans Vredeman de Vries. Zijn stijl lijkt beïnvloed door de Vlaamse barokschilderkunst en het maniërisme. Diverse werken zijn te zien in het Kunsthistorisches Museum te Praag.

## Galerij

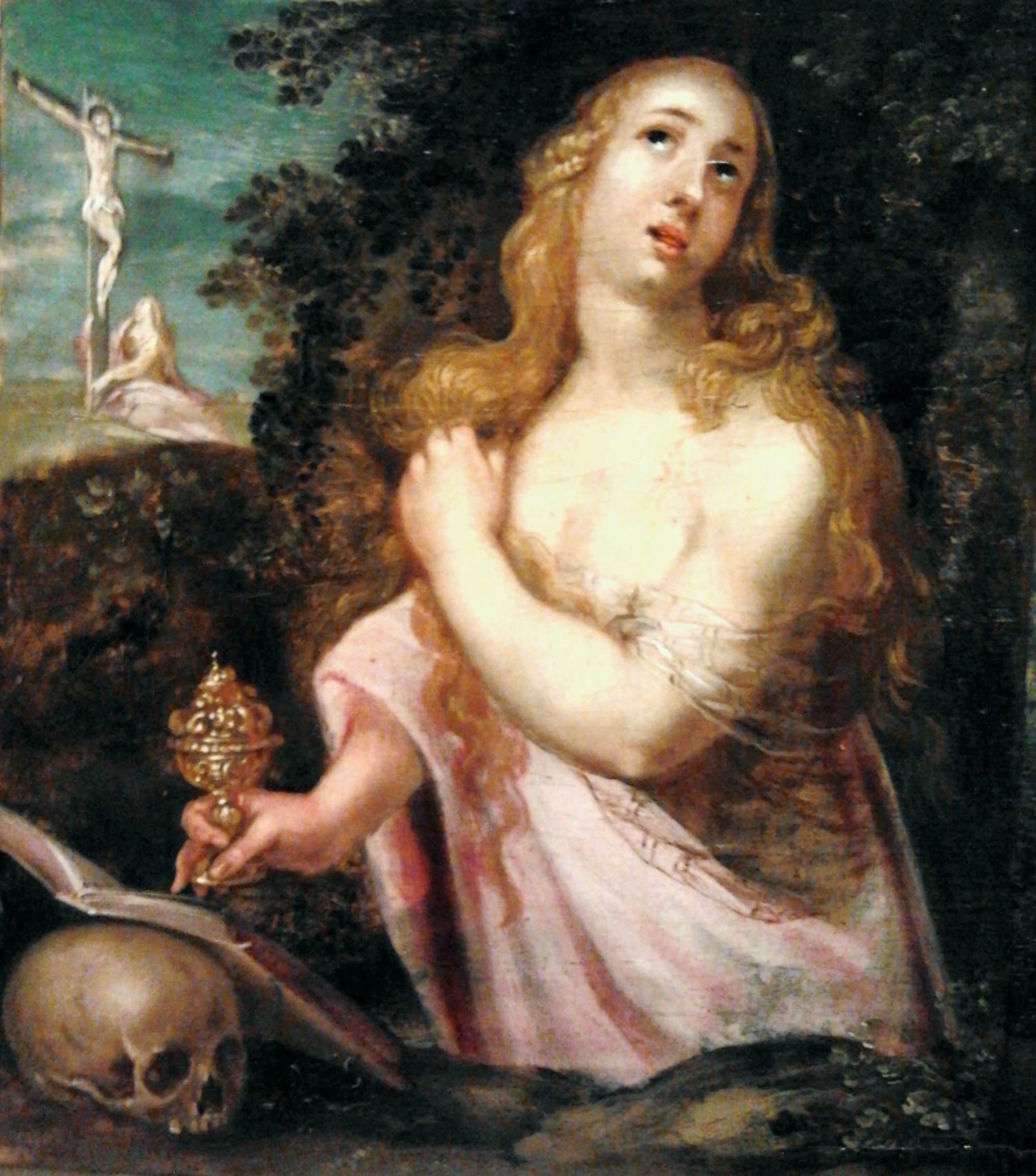
De boetevaardige Magdalena
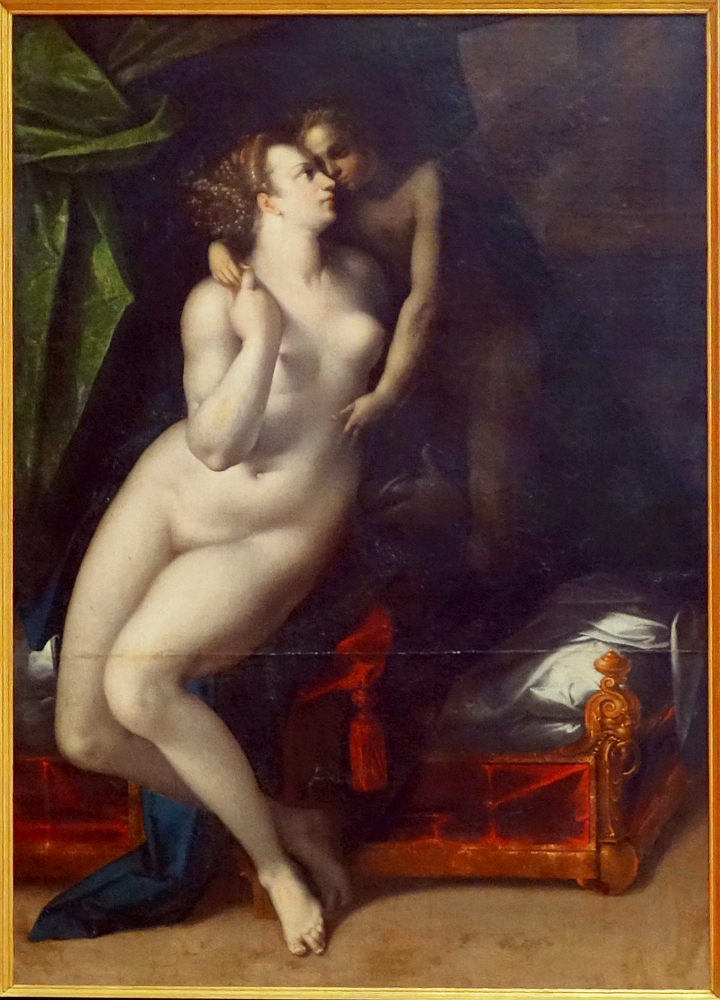
Venus en Amor
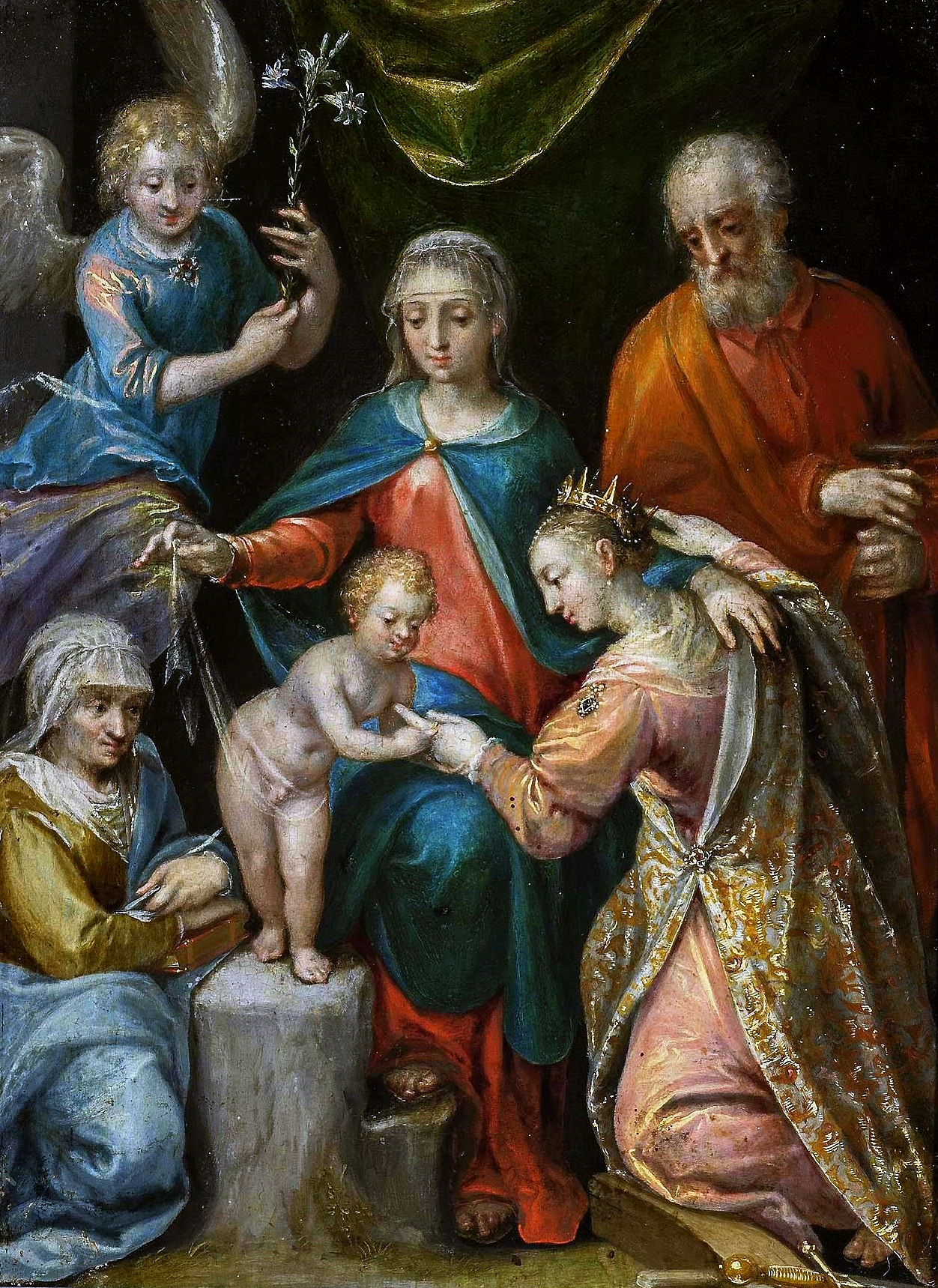
De mystieke bruiloft van Catharina van Alexandrië